# Сахно
Сахно́ — село в Україні, в Бердянському районі Запорізької області. Населення становить 50 осіб. Орган місцевого самоврядування - Андріївська селищна рада.

## Географія
Село Сахно знаходиться на лівому березі річки Обитічна, вище за течією на відстані 1 км розташоване село Обіточне (Чернігівський район), нижче за течією на відстані 3 км розташоване село Новосільське.

## Історія
- 1920 — дата заснування як села Вишневе.
- В 1974 році перейменоване в село Сахно